# Norman Cantor
Norman Cantor (Winnipeg, 19 de novembro de 1929 – Miami, 18 de setembro de 2004) foi um historiador canadense-americano especializado no período medieval. Conhecido por sua escrita acessível e estilo narrativo envolvente, os livros de Cantor estavam entre os tratamentos mais lidos da história medieval em inglês. Ele estimou que seu livro The Civilization of the Middle Ages, publicado pela primeira vez em 1963, tinha um milhão de cópias em circulação.

## Vida
Nascido em Winnipeg, Manitoba, Canadá, em uma família judia, Cantor recebeu o diploma de Bachelor of Arts na Universidade de Manitoba em 1951. Ele se mudou para os Estados Unidos para obter um diploma de mestrado (1953) na Universidade de Princeton, depois passou um ano como um Rhodes Scholar na Universidade de Oxford. Ele voltou para Princeton e recebeu seu Ph.D. em 1957 sob a direção do eminente medievalista Joseph R. Strayer. Ele também começou sua carreira de professor em Princeton.
Depois de lecionar em Princeton, Cantor se tornou professor na Universidade Columbia de 1960 a 1966. Ele foi professor Leff na Universidade Brandeis até 1970 e depois esteve na Binghamton University até 1976, quando assumiu um cargo na Universidade de Illinois em Chicago por dois anos. Ele então foi para a New York University (NYU), onde atuou como Reitor do College of Arts & Sciences da NYU, bem como professor de história, sociologia e literatura comparada. Após uma breve passagem como Professor Fulbright na Universidade de Tel Aviv Departamento de História (1987-88), ele retornou à NYU, onde lecionou como professor emérito até sua aposentadoria em 1999, quando se dedicou a trabalhar como escritor em tempo integral.
Embora seu trabalho inicial se concentrasse na história religiosa e intelectual inglesa, os interesses acadêmicos posteriores de Cantor foram diversos, e ele teve mais sucesso escrevendo para um público popular do que engajando-se em pesquisas originais de foco mais restrito. Ele publicou um estudo monográfico, baseado em sua tese de graduação, Igreja, realeza e investidura leiga na Inglaterra, 1089-1135, que apareceu em 1958 e continua sendo uma importante contribuição ao tópico das relações entre a Igreja e o Estado na Inglaterra medieval. Ao longo de sua carreira, no entanto, Cantor preferiu escrever sobre os contornos gerais da história ocidental e sobre a história dos estudos acadêmicos medievais na Europa e na América do Norte, em particular sobre as vidas e carreiras de eminentes medievalistas. Seus livros geralmente recebiam críticas mistas em periódicos acadêmicos, mas eram frequentemente bestsellers populares, impulsionados pelo estilo de escrita fluido, muitas vezes coloquial, de Cantor e suas críticas vivas de pessoas e ideias do passado e do presente.
Cantor era intelectualmente conservador e expressou profundo ceticismo sobre o que via como modismos metodológicos, particularmente o marxismo e o pós-modernismo, mas também defendeu uma maior inclusão de mulheres e minorias nas narrativas históricas tradicionais. Em seus livros Inventing the Middle Ages (1991) e Inventing Norman Cantor (2002), ele refletiu sobre sua relação tensa ao longo dos anos com outros historiadores e com a academia em geral.
Após a aposentadoria em 1999, Cantor mudou-se para Miami, Flórida, onde continuou a trabalhar em vários livros até o momento de sua morte, incluindo o best-seller do New York Times In the Wake of the Plague (2001). Ele também foi editor da Encyclopedia of the Middle Ages (1999).
Ele morreu de insuficiência cardíaca em Greenwich Village aos 74 anos.

## Publicações Selecionadas
- The Medieval World 300-1300 (Macmillan, 1963) ('Norman Cantor, Civilization of the Middle Ages, p. 2.)
- Medieval History: The Life and Death of a Civilization (Macmillan, 1963)
- William Stubbs on the English Constitution (Crowell, 1966)
- How to Study History (com Richard I. Schneider) (Crowell, 1967). Um livro que apresenta métodos e princípios fundamentais, incluindo o uso de fontes primárias e secundárias. ISBN 0882957090.
- The Age of Protest: Dissent and Rebellion in the Twentieth Century (Hawthorne Books, 1969) ISBN 0043010288.
- The English: a history of politics and society to 1760 (Simon e Schuster, 1969).
- Western Civilization, Its Genesis and Destiny: the Modern Heritage: From 1500 to the Present (com Kathleen Bolster Greenfield e Francis L. Loewenheim) (Scott, Foresman, 1971) OCLC 156426.
- Perspectives on the European Past: Conversations with Historians (Macmillan, 1971).
- Medieval Society, 400-1450 (com Michael S. Werthman) (Crowell, 1972)
- The Meaning of the Middle Ages: A Sociological and Cultural History (Allyn e Bacon, 1973).
- Twentieth-Century Culture: Modernism to Deconstruction (P. Lang, 1988) (ISBN 082040358X).
- Inventing the Middle Ages: The Lives, Works and Ideas of the Great Medievalists of the Twentieth Century, (W. Morrow, 1991). Observando que a Idade Média não foi percebida como tal até o século XX.
- The Civilization of the Middle Ages (Harper Collins, 1993). Uma revisão do best-seller Medieval History: The Life and Death of a Civilization (1963). (ISBN 0060170336).
- The Sacred Chain: A History of the Jews (HarperCollins, 1994) ISBN 006092652X.
- Medieval Lives: Eight Charismatic Men and Women of the Middle Ages (HarperCollins, 1994). Inclui Santo Agostinho, Hildegard de Bingen e Christine de Pizan.
- The American Century: Varieties of Culture in Modern Times (HarperCollins, 1997). (1st). ISBN 006017451X.
- In the Wake of the Plague: The Black Death and the World It Made (Simon & Schuster, 2001) ISBN 0060014342.
- Inventing Norman Cantor: Confessions of a Medievalist (Centro de Estudos Medievais e Renascentistas do Arizona, 1º de janeiro de 2002). Memoir. ISBN 0866982930.
- Antiquity: From the Birth of Sumerian Civilization to the Fall of the Roman Empire (HarperCollins, 2003) ISBN 0060930985.
- The Last Knight: The Twilight of the Middle Ages and the Birth of the Modern Era (Harper Perennial, 2004) Um olhar em John of Gaunt. ISBN 0060754036.
- Alexander the Great: Journey to the End of the Earth (com Dee Ranieri) (HarperCollins, 2005). Publicado postumamente. (ISBN 0060570121).